# The Octagon
The Octagon is een Amerikaanse martialartsfilm uit 1980 met in de hoofdrollen Chuck Norris, Karen Carlson en Lee Van Cleef. Het werd geregisseerd door Eric Karson en geschreven door Paul Aaron en Leigh Chapman. De film gaat over een vechtkunstenaar (Chuck Norris) die een groep terroristen moet tegenhouden, die door zijn pleegbroer (Tadashi Yamashita) zijn getraind in vechtkunst van de ninja's.
De verfilming vond plaats in Los Angeles. De film werd op 15 augustus 1980 uitgebracht door de distributieafdeling van American Cinema Productions. Deze film was het filmdebuut van acteur en vechtkunstenaar Richard Norton. De broer (Aaron Norris) en zoon (Mike Norris) van Chuck Norris hebben rollen in de film. Mike Norris speelt in de film een jeugdige versie van zijn vaders rol.

## Verhaallijn
Scott onderging tijdens zijn jeugd een rigoureuze training in de vechtkunst samen zijn pleegbroer Seikura onder ninjameester Isawa. Seikura was altijd jaloers op Scott en heeft Scott nooit gemogen. Om deze reden wordt Seikura door meester Isawa weggestuurd.
Op latere leeftijd heeft Scott zich opgewerkt tot een kampioen in karate. Op een avond woont Scott een dansvoorstelling bij. Daar maakt hij kennis met Nancy, die hij mee uit eten neemt. Wanneer Scott later Nancy naar haar huis brengt, worden ze plotseling aangevallen door ninja's. Scott weet zijn aanvallers af te weren, maar hij komt erachter dat zowel Nancy als heel haar familie zijn vermoord. In zijn poging om de toedracht van de moord te achterhalen, gaat hij inlichtingen inwinnen bij zijn oude vriend McCarn, die een huurling is. McCarn weet Scott echter niets bijzonders te vertellen. Daarna wordt Scott benaderd door de rijke erfgename Justine, die vertelt dat haar vader vermoord is door een bende terroristen geleid door Seikura. Via McCarn heeft ze van Scott gehoord en nu wil ze Scott inhuren om Seikura te vermoorden. Maar Scott weigert en wil er niets mee te maken.
Maar gaandeweg krijgt Scott steeds meer te maken met de activiteiten van de organisatie van Seikura. Hij wordt benaderd door Aura, die de organisatie van Seikura heeft verlaten. Via haar komt ze te weten van het bestaan van een geheim ninja-trainingskamp, waar Seikura zijn huurlingen rekruteert en traint. Op een gegeven moment besluit Scott een einde te maken aan Seikura's activiteiten en gaat hij met Aura naar het kamp om de confrontatie aan te gaan met zijn pleegbroer Seikura.

## Rolverdeling
| Acteur            | Personage                          |
| ----------------- | ---------------------------------- |
| Chuck Norris      | Scott James                        |
| Karen Carlson     | Justine Wentworth                  |
| Lee Van Cleef     | McCarn                             |
| Tadashi Yamashita | Seikura                            |
| Carol Bagdasarian | Aura                               |
| Richard Norton    | Kyo / "Longlegs"                   |
| Art Hindle        | A.J.                               |
| Kim Lankford      | Nancy                              |
| Kurt Grayson      | Doggo                              |
| Yuki Shimoda      | Katsumoto                          |
| Jack Carter       | Sharkey                            |
| Ernie Hudson      | Quinine                            |
| Larry D. Mann     | Tibor                              |
| Aaron Norris      | "Hatband"                          |
| John Fujioka      | Master Isawa                       |
| Mike Norris       | Scott op achttienjarige leeftijd   |
| Brian Tochi       | Seikura op achttienjarige leeftijd |
| Tracey Walter     | Beatty                             |

## Uitgave
De film werd op 8 augustus 1980 getoond in de bioscopen van Dallas, Kansas City en St. Louis. Op 22 augustus 1980 werd film vertoond in Los Angeles.